# Lethian Dreams
Lethian Dreams — це французький гурт у стилі етереал дум-метал, заснований 2002 року Метью Заксом та Карлін Ван Рус, також відомих своєю участю у гуртах Aythis та Remembrance. Розпочавши зі стилю атмосферного дум-металу, гурт поволі здійснив перехід до звучання, більш притаманного стилю етереал-вейв — із додаванням елементів з багатьох інших музичних стилів. Тепер, коли вони творять дещо більш унікальне, стає набагато важче дати музиці Lethian Dreams якесь однозначне стильове визначення. Сам гурт охарактеризовує свою музику як жанр «етереал дум-метал», але в їхній музиці можна помітити елементи і таких жанрів як блек-метал, шугейзинг або пост-метал.

## Історія
Після випуску 3-х демо-альбомів в період часу від 2002 до 2006 року, гурт врешті видав свій перший альбом — «Bleak Silver Streams» у 2009 році. Ця їхня перша праця стала підсумком п'яти перших років існування гурту, оскільки вона містила більшість треків із попередніх демо-альбомів. В музиці поєднувались атмосферні звуки клавішних, важкі гітари із мрійливим, етереальним співом та дез-вокалом. Їхній стиль впевнено вкорінився в понятті «атмосферний дум-метал» і часто порівнювався зі стилем таких гуртів як Anathema чи The 3rd and the Mortal. Перший альбом є також єдиним (якщо не брати до уваги демо-версій), у якому присутній дез-ґроул у виконанні Карлоса Д'Аґуа (Before the Rain). У 2012 році гурт випустив другий альбом, цього разу — із цілковито новими піснями, та в стилі, який значно відрізняється від стилю попереднього альбому: цього разу гурт зосередився на етереальній стороні свого музичного стилю, і застосував більш сире звучання гітарних рифів.
У жовтні 2013 року гурт оголосив про початок запису свого третього альбому.

## Склад гурту
- Метью Закс — гітара, клавішні
- Карлін Ван Рус — гітара, клавішні, ударні, баси, вокал

### Колишні учасники
- Карлос Д'Аґуа (2006–2009) — ґроул

## Дискографія

### Студійні альбоми
- Bleak Silver Streams (2009)
- Season of Raven Words (2012)

### Міні-альбоми
- Just Passing By & Unreleased Requiems (2011)

### Демо-альбоми
- Mournful Whispers (2003)
- Lost in Grief (2004)
- Requiem for My Soul, Eternal Rest for My Heart (2006)[6]